# Ctenichneumon canariensis
Ctenichneumon canariensis är en stekelart som först beskrevs av Berthoumieu 1903.  Ctenichneumon canariensis ingår i släktet Ctenichneumon och familjen brokparasitsteklar. Inga underarter finns listade i Catalogue of Life.